# Карл I де Бурбон (архиепископ Руанский)
Карл де Бурбон (фр. Charles Ier de Bourbon, 22 сентября 1523, Ла-Ферте-су-Жуар — 9 мая 1590, Фонтене-ле-Конт) — французский кардинал, архиепископ Руана, первый принц крови и командор ордена Святого Духа (1579). После смерти последнего из Валуа (1589) провозглашён Католической лигой королём Франции под именем Карла X, но реально не правил.

## Биография
Сын Карла IV де Бурбона, брат Антуана Наваррского и первого принца Конде. Епископ Невера (5 июля 1540 — 5 мая 1546). Именно ему выпала честь сочетать узами брака Франциска II и Марию Стюарт, Филиппа Испанского и Елизавету Французскую, Генриха Наваррского и Маргариту Валуа. В связи с близким угасанием династии Валуа, Католическая лига во главе с Гизами прочила его на французский престол в обход племянника, протестанта Генриха Наваррского. Тайный Жуанвильский договор (31 декабря 1584), поддержанный Филиппом Испанским, гарантировал французскую корону кардиналу де Бурбону.

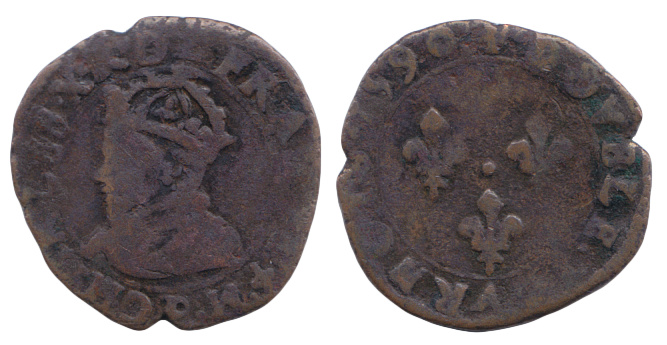
Двойной турнуа, 1590, Карл X, кардинал де Бурбон. Чеканка Католической лиги, монетный двор города Дижона.

Политическая роль кардинала была ограничена тем, что Генрих III заточил его на Рождество 1588 года в замке Блуа, откуда он был переведён в Шинонский замок. Поскольку год спустя его признал королём Парижский парламент, а лига чеканила монеты с его именем, во французской историографии долгое время дебатировался вопрос о том, считать ли его королём Франции. Вопрос решился в 1824 году, когда, вступая на престол, граф Артуа назвал себя Карлом X, а не Карлом XI. Незадолго до смерти кардинал и сам признал Генриха IV законным монархом.
Патентом от 20 апреля 1567 Карл IX возвел принадлежавшую Бурбону сеньорию Гравиль в ранг герцогства, чтобы тот мог пользоваться теми же правами и почестями, что и его брат принц Конде, получивший в тот же день титул герцога Энгиенского.